# Бурбоуз, Жан-Гюстав
Жан-Гюстав Бурбоуз (фр. Jean-Gustave Bourbouze; 7 сентября 1825, Париж — 23 сентября 1889, там же) — французский физик и инженер, производитель прецизионных инструментов и учитель технического образования.

## Ранняя жизнь и образование
Жан Гюстав Бурбоуз начинал как простой механик. Он был избран профессорами Клодом Пулье и Сезаром Деспрецем в качестве преемника Жан Тьебо Зильбермана как физика и куратора физики на научном факультете Парижского университета в 1849 году. Затем он сотрудничал с несколькими физиками, в том числе Леоном Фуко, подготовив в 1851 году маятник в Пантеоне. В 1855 году он получил электрический шок, манипулируя 750-элементной ячейкой Бунзена, используемой в Сорбонне Цезарем Деспрецем для его экспериментов по синтезу алмаза.
Начиная с 1867 года, он принял участие в создании лаборатории физических исследований Жюля Жамена. В 1870 году он предложил провести телеграфную связь по реке, передавая сильные потоки в Сене из генераторов за линиями прусской армии и получая остаточный ток в Париже с помощью очень чувствительных гальванометров. Во время этой же осады он организовал электрическое освещение города Парижа и поэтому был назван рыцарем ордена Почетного легиона декретом от 31 декабря 1872 года, опубликованным в докладе военного министра.

## Братья Кюри
Им был замечен талантливый студент Пьер Кюри, который в то время готовился получить степень бакалавра на факультете естественных наук. Затем Бурбоуз взял его в помощники для подготовки курса физики Франсуа Леру в Высшей школе фармакологии Парижа. Бурбоуз также встретил Жака Кюри, который стал его преемником в Ecole Supérieure de Pharmacie de Paris. В 1886 году Бурбоуз стал строителем электрометра и аппарата для изучения пьезоэлектрического кварца братьями Кюри. Он также разработал процесс сварки алюминия (патент от 6 июня 1884 г.) с алюминиево-оловянным сплавом, изучение которого было продолжено его вдовой.

## Производство инструментов
Жан-Гюстав Бурбоуз произвёл несколько инструментов во время своей карьеры во Франции. Он использовал их для исследований и обучения.

### Инструменты производства Бурбоуза
В число приборов, произведённых Бурбоузом, входят:
- Вертикальный гальванометр[6]
- Оборудование для измерения свободного падения[7]
- Гигрометр с зеркалом и гигрометром для конденсации
- Система мобильной проекции

## Лаборатории Бурбоуза
Жан-Гюстав Бурбоуз приобрел отличную репутацию: «Очень мало нынешних физиков, которые не знали мистера Бурбоуса в Сорбонне, где он долгое время готовил курс физики, или в курсе экспериментальной физики, который он устроил у себя дома».
Один из его учеников Чарльз-Жереми Хемарденкей, студент факультета наук, собрал записи, оставленные Бурбоузом после смерти и собранные его вдовой, в которых он написал о режимах работы для занятий. В 1895 году он опубликовал работу под названием «Физические режимы операции» Габриэля Липпмана, который знал Бурбуза, когда был учеником: «Скромный и эрудированный человек, составитель моделей и опытный строитель и одновременно инженер-изобретатель».
В 1895-96 учебном году у Бурбоуза обучались 80 учеников. В 1899—1900 гг. насчитывалось уже 320 учеников. В 1908 году на учебных занятиях лабораторий Бурбоуза были приглашены 150 студентов, разделенных на восемь разделов: общая физика, оптика, электричество, аналитическая химия, промышленная химия, фотография, микрография и металлургия.

## Тренировочные лабораторные техники
В 1909 году Charles-Jérémie Hemardinquer создал техническую школу Scientia в форме компании с ограниченной ответственностью на 23-й улице Франсуа-Жерара, которая обучала лаборантов. Новые помещения для лабораторий Бурбоуза были открыты в 1911 году на 40-й улице des Allouettes.